# Gwarek (tygodnik)
Gwarek (Gwarek Śląski) – tygodnik powiatów tarnogórskiego, lublinieckiego oraz Piekar Śląskich, wydawany od 1957 roku. Ukazuje się co tydzień we wtorki.
Redakcja tygodnika „Gwarek” znajduje się w Tarnowskich Górach przy ul. Piastowskiej 15.
W 2013 roku „Gwarek” uplasował się na 44. miejscu w zestawieniu 64 najczęściej kupowanych tygodników w Polsce (6361 sprzedanych egzemplarzy). Natomiast według danych z października 2015 sprzedaż „Gwarka” wyniosła 6486 egzemplarzy, co dało tygodnikowi 36. miejsce na 54 objęte badaniem.